# Maria Dertinger
Maria Octavie Karoline Dertinger, geborene Freiin von Neuenstein-Rodeck (* 18. Januar 1905 im österreichischen Radkersburg; † 17. April 2004 in Leipzig), war eine deutsche Architektin und Ehefrau des Politikers der Ost-CDU bzw. ersten  Ministers für Auswärtige Angelegenheiten der DDR, Georg Dertinger.

## Leben
Maria Freiin von Neuenstein-Rodeck, damals wohnhaft in Rollwitz, und Georg Dertinger heirateten am 25. August 1935 auf dem Standesamt Damerow und bezogen eine Wohnung in Berlin-Wilmersdorf. Sie war von Beruf Architektin und hatte den Abschluss als Diplom-Ingenieur an der Technischen Hochschule in Dresden erlangt. Im Jahre 1948 erhielt sie eine ihrer Ausbildung entsprechende Stelle als Bauleiterin beim Bezirksamt Mitte des Magistrats in Ost-Berlin. Als Autorin von Zeitungsbeiträgen für die Neue Zeit griff sie Fragen der Vielfalt von Typen im Wohnungsbau auf und sah als eine Aufgabe der Architektur bzw. der Architekten, „die sich zum Christentum bekennen“, den Kirchenbau. Dabei lenkte sie den Blick der Leserschaft auf den Bau eines „Gotteshauses“ für die christliche Gemeinde im neuen Fürstenberg, dem späteren Eisenhüttenstadt.
Aus der Ehe gingen drei Kinder hervor. Im Jahre 1939 verzog die Familie von Berlin nach Kleinmachnow, wo die Tochter Oktavie geboren wurde. Als 1943 dort ihr Heim Opfer des Bombenkrieges wurde fand die Familie eine Bleibe in Berlin bzw. in Rollwitz im damaligen Landkreis Prenzlau. In den ersten Nachkriegsjahren kehrte Familie Dertinger nach Kleinmachnow zurück, das bereits zu jener Zeit eine beliebte Wohngegend für Persönlichkeiten aus Politik, Wissenschaft und Kultur war. Auf Grund dieser Sozialstruktur erreichte die CDU bei den Kommunalwahlen 1946 nahezu 75 Prozent der abgegebenen Stimmen, wobei in der SBZ der Durchschnitt für diese Partei bei 19 Prozent lag. Zu den dort zeitweilig wohnenden prominenten CDU-Politikern gehörten Ernst Lemmer und Fritz Brauer.
Maria Dertinger besuchte zusammen mit ihrem Ehemann Veranstaltungen in Kleinmachnow z. B. die Festveranstaltung zum 1. Mai 1948 und Mitgliederversammlung der Ortsgruppe der CDU. Das Ehepaar Dertinger war Gastgeber: Im November 1952 empfingen die Eheleute den sowjetischen Politiker Wladimir Semjonowitsch Semjonow. Für Bedienstete des MfAA, darunter Gerhard Reintanz, gestalteten beide in der Dienstvilla des DDR-Außenministers im Majakowskiring 61 in Berlin-Pankow am 13. Januar 1953 einen Empfang zum Auftakt des neuen Jahres, ohne zu ahnen, dass sie am Morgen des 15. Januar des neuen Jahres verhaftet werden sollten. Maria Dertinger wurde im Kleinmachnower Mietshaus drei Tage vor ihrem 48. Geburtstag – getrennt von ihrem Ehemann – in die zentrale Untersuchungshaftanstalt des Ministeriums für Staatssicherheit der DDR eingeliefert. Die wahren Gründe für die Verhaftung wurden nie genannt und blieben letztlich ungeklärt. Zugleich wurde die „Unionsfreundin“ als Parteimitglied aus der CDU ausgeschlossen. Sie war 1945 nach ihrer Flucht aus Rollwitz nach Hamburg – getrennt von ihrem Mann, der zu der Zeit bei seinem Freund Otto Lenz in Berlin zur Untermiete wohnte – in die Hamburger CDU eingetreten. Von Mai 1947 bis Juni 1948 war sie Bezirksverordnete in Berlin-Charlottenburg für die CDU.
In einem Namensbeitrag für die Zeitung Neue Zeit zum „Fall Dertinger“ erwähnte Otto Nuschke ihre Herkunft „aus katholischem Adel“. Maria Dertinger wurde am 28. Juli 1954 zu acht Jahren Gefängnis vom Obersten Gericht der DDR u. a. wegen „Mitwisserschaft“ verurteilt. Sie verbüßte ihre Strafe in Brandenburg-Görden und in Halberstadt und wurde auf ihren Antrag hin vorzeitig am 25. November 1960 zu ihrer seit 1954 in Annaberg-Buchholz lebenden Mutter, Hella Freifrau von Neuenstein-Rodeck, geborene Satow (* 2. Juli 1878; † 7. September 1970) entlassen. Für ihren Ehemann, Georg Dertinger (* 1902; † 1968), richtete sie 1962 an Walter Ulbricht ein Gnadengesuch und auch Gerald Götting setzte sich für eine Freilassung ein, die schließlich 1964 erfolgte.
Im Jahre 1975 siedelte die Witwe nach Bonn über. Zuvor wandte sie sich schriftlich an den Vorsitzenden der Ost-CDU Gerald Götting und bat um seine Unterstützung bei ihren Bemühungen um Genehmigung durch die DDR-Behörden, antike Möbel aus dem Familienbesitz ihrer verstorbenen österreichischen Mutter mitnehmen zu dürfen.
Nach der Wiedervereinigung lebte Maria Dertinger hochbetagt in Leipzig und wurde von ihrem jüngsten Sohn betreut.

## Abbildungen
- Georg und Maria Dertinger im Jahre 1950, abgedruckt in: ZdF (Zeitschrift des Forschungsverbundes SED-Staat – an der FU Berlin) 15/2004, S. 6 (Quelle: Bundesarchiv – SAPMO)
- Familie Maria und Georg Dertinger im Sommerurlaub 1951 auf Rügen am Strand der Ostsee mit ihren drei Kindern und Helene von Neuenstein, der Mutter bzw. Großmutter[15]
- Porträt Maria Dertinger, abgedruckt in:  Neue Zeit, 28. April 1990, S. 3[8]